# 小川真司
小川 真司（おがわ しんじ、1941年2月19日 - 2015年3月7日）は、日本の声優、俳優。死去時点での最終所属先はヘリンボーンであった。
東京府東京市出身。

## 生涯
芸歴：俳優座俳優養成所、劇団俳優小劇場、無名塾、A&E事務所。青二プロダクション、紅屋25時、大沢事務所、ヘリンボーン（最終所属）。
大手企業の社長の息子として生まれ、後に等々力に移住した。
少年時代は可愛らしい顔だったためカメラマンにスカウトされ、小学1年から3年まで『太陽少年』という少年誌の表紙モデルをやっていた。また、小学生から中学生になるまでクラシック・バレエを習っていた。
その後、作曲家を目指すが才能がないと思い断念し、普通の仕事に就くつもりだったが、東京教育大学附属高等学校を卒業する頃、友人（河内桃子の妹）から俳優座養成所の卒業公演に招待され、観に行ったところ、華やかで楽しそうだと感じ、父親に反対されながらも「援助はいらない」と説得して、大学進学よりも劇団入団を目指すようになる。そして俳優座に合格して、養成所に入所する。当時は映画全盛期の時代で、映画俳優がテレビに出たがらなかったため、養成所の新人を探していたテレビ局関係者から抜擢（）され、石坂洋次郎原作の青春ドラマ『寒い朝』で十朱幸代の相手役としてデビューした。
養成所卒業後は文学座入団を志望したが、その年に文学座が劇団員を採用していなかったため、小沢昭一が結成した俳優小劇場に入団する。その劇団には大塚周夫や小山田宗徳など、吹き替えでも活躍する俳優が在籍しており、小川も吹き替えの仕事に呼ばれたが、ほとんどが少年役で、地声が低くダメ出しされることが多かったため、しばらく吹き替えの仕事は断っていたという。30歳を過ぎてから大人役が増え、『華麗なる世界』の吹き替えを1年間全うすることができ、以降は声の仕事でも積極的に活動するようになった。
映画、テレビ出演は脇役が中心だが、飄々とした持ち味を岡本喜八監督に買われ、劇場映画4本、テレビ映画1本で起用されている。中では、テレビ『幽霊列車』での、内田朝雄、天本英世、殿山泰司、山本麟一らベテラン俳優たちとアンサンブル芝居を繰り広げる村会議長役が代表的である。
2014年秋頃から体調を崩し、喉の違和感を訴えて入退院を繰り返しながら、レギュラー出演していた『クリミナル・マインド FBI行動分析課』の吹き替え収録などの役者活動を継続していたが、2015年2月に入った直後、体調不良により全ての持ち役を降板、同年3月7日、器質化肺炎のため死去。74歳没。葬儀は近親者のみで執り行われた。

## 人物
妻は無名塾の後輩で女優、ビーズジュエリー・アーティストの原陽子。俳優の小川ゲンは息子。
端正な声を持ち、上司タイプの役柄が多かった。多数の洋画作品で吹き替えを担当しており、俳優ではマイケル・ダグラスをはじめ、ティモシー・ダルトンやロバート・デ・ニーロ、ダスティン・ホフマン、サム・ニール、マイケル・ケイン、ランス・ヘンリクセン、デヴィッド・ストラザーンなどの吹き替えを多く担当していた。映画『バットマン ビギンズ』ではソフト・地上波放送合わせて3パターンある吹き替え版に全て出演している。またドラマ版を含めるとバットマン、アルフレッド、ヴィラン（敵役）を一通り演じ切った声優となる。
佐古正人の娘であり女優・声優である佐古真弓は生前の小川に「お父さんの持ち役（『名探偵コナン』の遠山銀司郎役）を引き継がせてもらったせいか、真弓と共演する事が自分の娘の成長を見る様で嬉しい」と言われ、感激したことを小川が亡くなった際に明かしている。また、六本木の居酒屋で毎週会うなど、その後の交流も多かったという。
『ウォール街』（機内上映版）で初めて吹き替えを務め、その後もフィックス（専属）として長年に渡り担当したマイケル・ダグラスに関しては「才能のある方なので、一瞬で感情を変えることができる。しかも愛嬌があるので、声を演じていて楽しいですし、感心する」と語っており、長く親しんだこともあり、息遣いやタイミングなど演技をする際にはつかみやすいと語っている。善人役ばかりでないダグラスが持ち役だったことからもわかるように、悪役を演じることも多かったが、小川自身は悪役の吹き替えは楽しいと語り、特に異常な役を演じることが楽しいとも語っている。
また「007シリーズ」の4代目ジェームズ・ボンドであるティモシー・ダルトンの役は「英国の俳優は、独特の表現を伴っていて、明晰なイメージがあるタイプが多い。そういった意味で、滑舌のいい、しっかりとした人を」との理由で抜擢された。オファーが来た際は戸惑いを感じたが、初代ジェームズ・ボンドのショーン・コネリーらとは異なるボンド像であることから「僕にくださった役だから、僕らしく演じるしかない」と考え、「見た目のカッコ良さは彼（ダルトン）に任せて、あとはあまり気取らないで演じよう」と心掛けたという。
ロバート・デ・ニーロやダスティン・ホフマンについては、芝居が読めず苦労したと語り、呼吸を合わせる際に注意しないと遅れる場合があると回想した。

## 代役・後任
2015年2月、体調不良を理由に出演予定だった作品を降板し、出演中だった作品も代役が立てられた。また、2015年1月に『エクソダス:神と王』の吹き替え版にキャスティングされていたが、出演することは叶わず、どの役柄で出演予定であったかは不明である。
| 後任           | 役名                                 | 作品                                     | 後任の初出演                                                     |
| -------------- | ------------------------------------ | ---------------------------------------- | ---------------------------------------------------------------- |
| 菅生隆之       | デヴィッド・ロッシ                   | 『クリミナル・マインド FBI行動分析課』   | シーズン9 第8話                                                  |
| 菅生隆之       | レイレガリア・ヴァース・レイヴァース | 『アルドノア・ゼロ』                     | 第23話                                                           |
| 菅生隆之       | ソール・ベレンソン                   | 『HOMELAND』                             | シーズン4                                                        |
| 菅生隆之       | サンディ・スターン                   | 『推定無罪』（テレビ朝日版）             | WOWOW放映時の追加収録部分                                        |
| 菅生隆之       | アラン・グラント                     | 『ジュラシック・パークIII』              | 『ジュラシック・ワールド/新たなる支配者』                        |
| 銀河万丈       | ギルベルト・F・アルトシュタイン      | 『血界戦線』                             | テレビアニメ版                                                   |
| 坂口芳貞       | ノーマン・カズンズ                   | 『マリーゴールド・ホテルで会いましょう』 | 『マリーゴールド・ホテル 幸せへの第二章』                        |
| 金尾哲夫       | エドガー・モラン大佐                 | 『探偵オペラ ミルキィホームズ』          | 『劇場版 探偵オペラ ミルキィホームズ〜逆襲のミルキィホームズ〜』 |
| 石塚運昇       | 白竜                                 | 『ドラゴンズドグマ オンライン』          | シーズン2                                                        |
| 土師孝也       | 白竜                                 | 『ドラゴンズドグマ オンライン』          | シーズン3.4                                                      |
| 土師孝也       | ローナン・マーセナス                 | 『機動戦士ガンダムUC』                   | 『機動戦士ガンダムNT』ドラマCD「獅子の帰還」                     |
| 仲野裕         | ナレーション                         | 『奇跡体験!アンビリバボー』              | TBA                                                              |
| 糸博           | アーサー・トレスラー                 | 『グランド・イリュージョン』             | 『グランド・イリュージョン 見破られたトリック』                  |
| 小島敏彦       | 藤堂平九郎                           | 『宇宙戦艦ヤマト2199』                   | 『宇宙戦艦ヤマト2202 愛の戦士たち』                              |
| てらそままさき | 遠山銀司郎                           | 『名探偵コナン』                         | 『名探偵コナン から紅の恋歌』                                    |
| てらそままさき | ウルトラマンチャック                 | 『ウルトラマンUSA』                      | 『ウルトラギャラクシーファイト 運命の衝突』                      |
| 津田英三       | 八坂平太郎                           | 『有頂天家族』                           | 『有頂天家族2』                                                  |
| 飯塚昭三       | イドラ・エルダーキャプト             | 『ファイナルファンタジーXV』             | 『キングスグレイブ ファイナルファンタジーXV』                    |
| 稲垣隆史       | ボイド                               | 『ベルセルク』                           | 『ベルセルク無双』                                               |
| 佐々木勝彦     | アルメク                             | 『スター・ウォーズ/クローン・ウォーズ』  | ファイナルシーズン                                               |
| 佐々木睦       | ヴァイパー                           | 『トップガン』（テレビ東京版）           | 完全版追加収録部分                                               |
| 関智一         | ダン・ギャラガー                     | 『危険な情事』（フジテレビ版）           | WOWOW放映時の追加収録部分                                        |
| 藤真秀         | スコット・マッコイ                   | 『デルタ・フォース』（TBS版）            | 完声版追加収録部分                                               |

この他、専属で吹き替えを担当していたマイケル・ダグラスの吹き替えに関しては、小川の没後に公開されたマーベル・シネマティック・ユニバースでは御友公喜が務めた。

## 出演
太字はメインキャラクター。

### テレビドラマ
- 若い日（1961年）※小川治彦名義
- 青春とはなんだ（1966年） - 森下(第38話)
- あゝ同期の桜（1967年、第16話)
- 三匹の侍（フジテレビ）
  - 第4シリーズ 第20話「京十郎祭り囃子」（1967年） - 新吉
  - 第6シリーズ 第21話「女代官」（1969年） - 広田新吾
- 銭形平次（フジテレビ・東映）
  - 第130話「潮風の歌」（1968年） - 文吉
  - 第401話「往くも還るも地獄道」（1974年） - 英次郎
  - 第680話「女房の告白」（1979年） - 宗吉
- 花のお江戸のすごい奴 第4話「明日雨になれ」（1969年、フジテレビ・東映・新国劇） - 為吉
- 天を斬る（NET・東映）
  - 第9話「しぐれの町」（1969年） - 要吉
  - 第18話「暁の脱出」（1970年）
- 柳生十兵衛 第7話「烏城の剣豪」（1970年、フジテレビ・東映） - 寺坂伊織
- 東京コンバット（1968年、第13話)
- 見合い恋愛（1969年） - 板前（第6話）
- 男は度胸（1970年 - 1971年）
- ただいま同居中（1970年、TBS） - 有馬英二
- 水戸黄門（TBS・C.A.L）
  - 第2部 第6話「仇討ち無情・松島」（1970年11月2日） - 数馬
  - 第3部 第25話「狙撃者・天草」（1972年5月15日） - 跡部新作
  - 第4部 第28話「庄助さんの娘・会津若松」（1973年） - 多助
  - 第5部 第11話「弥七の幽霊・福知山」（1974年） - 笹屋治助
  - 第6部 第11話「黄門さまの縁結び・出雲」（1975年） - 宇吉
  - 第7部 第29話「花嫁になったお新・飯田」（1976年） - 佐助
  - 第10部 第14話「鬼が盗んだ運上金・草津」（1979年） - 太吉
- 大岡越前（TBS・C.A.L）
  - 第2部 第5話「生きていた男」（1971年） - 久太郎
  - 第4部 第4話「祝言」（1974年） - 七之助
- 遠山の金さん捕物帳（NET・東映）
  - 第46話「顔のない女」（1971年） - 延命院日道
  - 第115話「殺しを頼まれた男」（1972年） - 栄次
  - 第161話「幽霊にとりつかれた男」（1973年）
- 軍兵衛目安箱 第13話「燃える華」（1971年、NET・東映） - 要吉
- ジキルとハイド 第1話「けものの薬」（1973年、フジテレビ）
- 江戸を斬る 梓右近隠密帳　第9話「決闘鍵屋の辻」（1973年、TBS・C.A.L） - 渡辺数馬
- 君待てども（1974年、東海テレビ、円谷プロ） - 山本正
- ふりむくな鶴吉（1975年、第34話)
- 江戸を斬るIII 第16話「涙が光る遠山裁き」（1977年、TBS・C.A.L） - 仁三郎
- 海は甦える（1977年8月29日、TBS・テレビマンユニオン） - 海軍兵学寮生徒
- 砂の器（1977年、フジテレビ） - 宮田邦郎
- 土曜ワイド劇場（テレビ朝日）
  - 「幽霊列車」（1978年） - 村会議長
  - 「迷探偵記者羽鳥雄太郎と駆け出し女刑事シリーズ」（1985年）
- 青春の門　第2部13話（1978年、TBS）
- 陽はまた昇る（1979年、フジテレビ） - 山下
- 不毛地帯（平幹二朗版・1979年、毎日放送） - 糸川
- 新五捕物帳（1980年、第118話)
- ザ・サスペンス「ガラスの絆・人工受精殺人事件」（1983年、TBS・大映テレビ）
- 外科医 城戸修平 第1話「心のメスで切れ!」（1983年、TBS・ドリマックス・テレビジョン）
- 時代劇スペシャル
  - 「愛妻武士道」（1981年、フジテレビ・俳優座映画放送・映像京都）
  - 「岡っ引どぶVI」（1983年、フジテレビ・俳優座映画放送・映像京都） - 山城屋徳兵衛
  - 「樅の木は残った」（1983年、フジテレビ・俳優座映画放送・映像京都）
- ニュードキュメンタリードラマ昭和 松本清張事件にせまる　第16話「ゾルゲ国際諜報団事件」（1984年、テレビ朝日・東映）
- オアシスを求めて（1985年、NHK） - アナウンサー
- 闇からの叫び コンピュータに狙われた花嫁（1986年）
- 女優競演サスペンス「女の中の悪魔」（1987年、関西テレビ・東宝） - ブティック店員
- 大地の子（1995年、NHK） - 陸徳志（朱旭）の声の吹き替え
- 徳川慶喜 最終回「無血開城」（1998年、NHK） - 橋本実梁、ハリー・パークスの声の吹き替え

### 映画
- 姿三四郎（1977年） - 仙吉
- ブルークリスマス（1978年） - 中本助手
- ひめゆりの塔（1982年） - 奥里書記
- ジャズ大名（1986年） - 中山八兵衛
- ゆずり葉の頃（2015年）

### テレビアニメ
1980年
- ベルサイユのばら（吟遊詩人）

1986年
- 青春アニメ全集（明智小五郎、しめおん）

1987年
- ドラゴンボール（大拳）
- 北斗の拳2（ヒョウ）

1988年
- グリム名作劇場（兵士）
- 小公子セディ（ジェイムズ・エロル）
- 聖闘士星矢（シドの父）
- 闘将!!拉麵男（ソーメンマン）
- トランスフォーマー 超神マスターフォース（ローダン）

1989年
- 機動警察パトレイバー（福島課長）
- ドラゴンクエスト（ナレーション）

1991年
- 楽しいムーミン一家（男〈ハットン〉）
- 横山光輝 三国志（1991年 - 1992年、ナレーション）

1997年
- 名探偵コナン（1997年 - 2006年、白井光雄、遠山銀司郎〈2代目〉、猫田栄信、満楽亭市松）

1998年
- カウボーイビバップ（ゴードン）
- MASTERキートン（ステファン・ラージン）

1999年
- アレクサンダー戦記（ナレーション、ピュタゴラス）
- 週刊ストーリーランド（ナレーション、早乙女ヒロ）

2000年
- 人造人間キカイダー THE ANIMATION（プロフェッサー・ギル）

2002年
- 七人のナナ（鈴木五郎）

2004年
- 火の鳥（ニールセン）

2005年
- ギャラリーフェイク（リチャードソン）
- CLUSTER EDGE（ルドウィヒ）
- 戦国英雄伝説 新釈 眞田十勇士 The Animation（徳川内大臣家康）
- トリニティ・ブラッド（ナレーション）

2006年
- ウィッチブレイド（古水達興）
- ガラスの艦隊（ガウェイン）
- 太陽の黙示録（羽 / 羽田永一郎）
- ブラック・ジャック21（間影三）
- Project BLUE 地球SOS（ブレスト博士）

2007年
- シグルイ（三枝伊豆守高昌）
- スカイガールズ（門脇曹一郎）
- のだめカンタービレ（2007年 - 2010年、フランツ・フォン・シュトレーゼマン） - 3シリーズ
- バンブーブレード（林忠明）

2008年
- ゴルゴ13（柳田）
- 薬師寺涼子の怪奇事件簿（青山景一）
- レンタルマギカ（先生）
- ONE OUTS -ワンナウツ-（城丘克郎）

2009年
- 東のエデン（火浦元）

2010年
- デュエル・マスターズ クロスショック（ファイブスター）

2011年
- STAR DRIVER 輝きのタクト（レオン・ワタナベ）
- 遊☆戯☆王ZEXAL（2011年 - 2013年、Dr.フェイカー） - 2シリーズ
- ラストエグザイル-銀翼のファム-（トゥラン王）

2012年
- 探偵オペラ ミルキィホームズ Alternative ONE & TWO（謎の男、エドガー・モラン大佐） - 2シリーズ
- 探偵オペラ ミルキィホームズ 第2幕（ラードの神様）
- 超訳百人一首 うた恋い。（藤原俊成）

2013年
- 宇宙戦艦ヤマト2199（藤堂平九郎）※2012年劇場先行公開
- 有頂天家族（八坂平太郎）

2014年
- アルドノア・ゼロ（レイレガリア・ヴァース・レイヴァース〈初代〉） - 2025年に総集編『アルドノア・ゼロ（Re+）』劇場上映
- スペース☆ダンディ（図書館副館長）
- ピンポン THE ANIMATION（風間理事長）
- 普通の女子校生が【ろこどる】やってみた。（美原虎太）

2016年
- 機動戦士ガンダムUC RE:0096（ローナン・マーセナス）
- ベルセルク（ボイド）

### 劇場アニメ
1989年
- ウルトラマンUSA（チャック・ギャビン / ウルトラマンチャック）
- 機動警察パトレイバー the Movie（福島課長）

1991年
- 老人Z（寺田卓）

1992年
- 走れメロス（セリヌンティウス）

1995年
- GHOST IN THE SHELL / 攻殻機動隊（外交官）

1997年
- クレヨンしんちゃん 爆発!温泉わくわく大決戦（草津）

1998年
- 機動戦艦ナデシコ -The prince of darkness-（タニ）

2006年
- 名探偵コナン 探偵たちの鎮魂歌（遠山刑事部長）

2008年
- GHOST IN THE SHELL / 攻殻機動隊2.0（外交官）

2010年
- ジュノー（ダグラス・マッカーサー）
- 名探偵コナン 天空の難破船（遠山銀司郎）

2013年
- 映画ベルセルク 黄金時代編III 降臨（天使長ボイド）
- だれかのまなざし（岡村浩司）
- 名探偵コナン 絶海の探偵（遠山銀司郎）

2014年
- 宇宙戦艦ヤマト2199 星巡る方舟（藤堂平九郎）

### OVA
1987年
- ブラックマジック M-66（アーサー少佐）

1988年
- 宇宙の戦士（エミリオ・リコ）
- 機動警察パトレイバー（平田）

1989年
- 華星夜曲（西園寺清州）
- 銀河英雄伝説（ホーウッド中将）
- 敵は海賊〜猫たちの饗宴〜（チーフ・バスター）
- 爆走サーキットロマンTWIN
- やじきた学園道中記　幻の皇一族編（陽一郎の父）
- 名曲と大作曲家物語　(ビバルディ〈青年期〉)

1990年
- 暗黒神伝承 武神（龍神）

1991年
- 忍者龍剣伝（バッキー、ナレーション）
- ロードス島戦記（テシウス）

1992年
- ジャイアントロボ THE ANIMATION -地球が静止する日（1992年 - 1998年、幻夜）
- 世界の光 親鸞聖人（聖徳太子、九条兼実、夢の人、釈尊）

1993年
- ああっ女神さまっ（神様）
- ドラゴンボールZ外伝 サイヤ人絶滅計画（ドクターライチー）
- 念仏物語（親鸞）

1994年
- リカちゃんとヤマネコ 星の旅（カオルの父）

1995年
- 鉄腕GinRei Episode.2&3 禁断の果実を奪還せよ 極楽大作戦!!（幻夜）

1996年
- 親鸞聖人と王舎城の悲劇（ナレーション）

1997年
- ヴァンパイアハンター（パイロン）

1998年
- 青の6号（ノボ）

2001年
- キカイダー01 THE ANIMATION（ギルハカイダー）

2004年
- サクラ大戦　ル・ヌーヴォー・巴里（バレンタイン卿）

2006年
- スカイガールズ（門脇艦長）

2008年
- 快盗天使ツインエンジェル（四次元男爵）

2010年
- 機動戦士ガンダムUC（ローナン・マーセナス）
- BLACK LAGOON Roberta's Blood Trail（シェーン・J・キャクストン）

2015年
- 普通の女子校生が【ろこどる】やってみた。クリスマススペシャル（美原虎太）※ライブラリ出演

### ゲーム
1994年
- エメラルドドラゴン（エメラルドドラゴン）※PCエンジン版
- ドラゴンボールZ 真サイヤ人絶滅計画 -宇宙編-（ライチー）
- ドラゴンボールZ 真サイヤ人絶滅計画 -地球編-（ライチー）

1995年
- プリンセスメーカー2（ナレーション）

1997年
- 攻殻機動隊 GHOST IN THE SHELL（バトー）
- ラングリッサー（ヴォルコフ）※PlayStation版

1998年
- b.l.u.e. Legend of water（ハルベルト）

2003年
- 007ナイトファイア（ラファエル・ドレイク）

2006年
- モンスターキングダム・ジュエルサモナー（ラズニ）

2007年
- 名探偵エヴァンゲリオン（葛城ヒデアキ）

2008年
- クレヨンしんちゃん 嵐を呼ぶ シネマランド カチンコガチンコ大活劇!

2009年
- 内田康夫DSミステリー 名探偵・浅見光彦シリーズ「副都心連続殺人事件」（軽井沢のセンセ）
- 朧村正（千子村正）

2011年
- コール オブ デューティ モダン・ウォーフェア3（アメリカ合衆国大統領）
- 戦律のストラタス（梁川誠一）

2012年
- マックス アナーキー（マキシミリアン・キャクストン）

2013年
- スーパーロボット大戦OGサーガ 魔装機神III PRIDE OF JUSTICE（ロスポール・ザン・ウェルバー）
- Dragon's Dogma Dark Arisen（ドラゴン）
- 遊☆戯☆王ゼアル 激突!デュエルカーニバル!（Dr.フェイカー）

### 吹き替え

#### 担当俳優
アンソニー・ホプキンス
- ザ・ワイルド（チャールズ・モース）※テレビ朝日版
- チャーリー（ジョージ・ヘイデン）
- 9デイズ（オークス）※テレビ朝日版

ウィリアム・ハート
- カウチ・イン・ニューヨーク（ヘンリー・ハリストン）
- 母の眠り（ジョージ・グルデン）
- ブロードキャスト・ニュース（トム・グルニック）
- ロスト・イン・スペース（ジョン・ロビンソン）※ソフト版

クリス・クーパー
- あぁ、結婚生活（ハリー・アレン）
- アメイジング・スパイダーマン2（ノーマン・オズボーン）
- ザ・タウン（スティーヴン・マクレイ）

クリストファー・ウォーケン
- ゴッド・アーミー/悪の天使（ガブリエル）
- サーチ&デストロイ（キム・ユランダー）
- トゥルー・ロマンス（ヴィンセンツォ・ココッティ）※ソフト版
- バットマン リターンズ（マックス・シュレック）※ソフト版
- メビウス（ビル・フェリーター）
- ワイルド・サイド（ブルーノ・バッキンガム）

グレゴリー・ペック
- 王国の鍵（フランシス・チザム神父）
- ナバロンの要塞（キース・マロリー大尉）※ソフト版
- ローマの休日（ジョー）※機内上映版、フジテレビ新録版

ゲイリー・シニーズ
- CSI:マイアミ2 #23（マック・テイラー）
- スネーク・アイズ（ケヴィン・ダン）※ソフト版
- 身代金（ジミー・シェイカー刑事）※日本テレビ版
- レインディア・ゲーム（ガブリエル）※テレビ朝日版

サム・シェパード
- サンダーハート（フランク・クーテル）
- ソードフィッシュ（ジム・リーズマン上院議員）※日本テレビ版
- ペリカン文書（トーマス・キャラハン教授）※テレビ朝日版

サム・ニール
- ALCATRAZ/アルカトラズ（エマーソン・ハウザー）
- エンジェル（セオ・ギルブライト）
- ジャングル・ブック（ジェフリー・ブライドン少佐）※テレビ朝日版
- ジュラシック・パークIII（アラン・グラント）
- デッド・カーム/戦慄の航海（ジョン・イングラム）
- 冷血（アルヴィン・デューイ）
- レッド・オクトーバーを追え!（ヴァシリー・ボロディン副艦長）※テレビ朝日版

ジェームズ・ウッズ
- エニイ・ギブン・サンデー（ハーヴェイ・マンドレイク）※日本テレビ版
- スペシャリスト（ネッド・トレント）※ソフト版
- ホワイトハウス・ダウン（マーティン・ウォーカー）

ジェームズ・スチュアート
- 裏窓（L・B・ジェフリーズ）
- 知りすぎていた男（ベン）※テレビ朝日版
- めまい（スコティ）※テレビ朝日版

ジェレミー・アイアンズ
- 永遠のマリア・カラス（ラリー・ケリー）
- 華麗なる恋の舞台で（マイケル・ゴセリン）
- ダイ・ハード3（サイモン・ピーター・グルーバー）※ソフト版、テレビ朝日版
- タイムマシン（ウーバー・モーロック）※ソフト版
- ミッション（ガブリエル神父）

ダスティン・ホフマン
- 新しい人生のはじめかた（ハーヴェイ・シャイン）
- アメリカン・バッファロー（ウォルト・ティーチ）
- ウワサの真相/ワグ・ザ・ドッグ（スタンリー・モッツ）
- スリーパーズ（ダニー・スナイダー弁護士）※フジテレビ版
- ニューオーリンズ・トライアル（ウェンドール・ローア）
- マッド・シティ（マックス・ブラケット）
- ミート・ザ・ペアレンツ2（バーニー・フォッカー）
- ミート・ザ・ペアレンツ3（バーニー・フォッカー）
- レモニー・スニケットの世にも不幸せな物語（評論家）

チャールズ・ダンス
- エイリアン3（クレメンス）※劇場公開版
- ゴールデン・チャイルド（サード・ナムスパ）※テレビ朝日版
- ハードラック・恐怖の殺人病棟（エド・ミトルズベイ院長） ※テレビ東京版
- ラスト・アクション・ヒーロー（ベネディクト）※ソフト版

ティモシー・ダルトン
- アガサ・クリスティー ミス・マープル シタフォードの謎（クライヴ・トレヴェリアン大佐）
- 007シリーズ（ジェームズ・ボンド）
  - 007/リビング・デイライツ ※TBS版、機内上映版1
  - 007/消されたライセンス ※TBS版
  - ハッピー・アニバーサリー007

- フラッシュ・ゴードン（バリン公）※テレビ朝日版
- ブレンダ・スター（バジル・セントジョン）※テレビ朝日版
- ルーニー・テューンズ:バック・イン・アクション（ダミアン・ドレイク）
- ロケッティア（ネヴィル・シンクレア）※ソフト版、テレビ朝日版

デヴィッド・ストラザーン
- L.A.コンフィデンシャル（ピアース・モアハウス・パチェット）※フジテレビ版
- フォーエヴァー・ライフ/旅立ちの朝（マーティン）
- プリティ・リーグ（アイラ・ローウェンスタイン）※日本テレビ版
- ボーン・アルティメイタム（ノア・ヴォーゼン）※ソフト版
- ボーン・レガシー（ノア・ヴォーゼン）
- メンフィス・ベル（クレイグ・ハリマン大佐）※VHS版

トム・ベレンジャー
- メジャーリーグ（ジェイク・テイラー）※日本テレビ版
- メジャーリーグ2（ジェイク・テイラー）
- 山猫は眠らない（トーマス・ベケット）※VHS版

ピーター・コヨーテ
- エネミー・ライン2 -北朝鮮への潜入-（アデア・T・マニング大統領）
- 白と黒のナイフ（トーマス・クラスニー検事）
- ドクター・ドリトル4（スターリング大統領）

ピーター・ストーメア
- キック・オーバー（フランク）
- TAICHI/太極 ヒーロー（フレミング公爵）
- プリズン・ブレイク（ジョン・アブルッチ）

ビル・ナイ
- アンダーワールドシリーズ（ヴィクター）
  - アンダーワールド
  - アンダーワールド: エボリューション
  - アンダーワールド ビギンズ

- シャンプー台のむこうに（レイモンド・ロバートソン）
- トータル・リコール（マサイアス）
- ハリー・ポッターと死の秘宝 PART1（ルーファス・スクリムジョール）

ベン・キングズレー
- サウンド・オブ・サンダー（チャールズ・ハットン）
- スピーシーズ 種の起源（ザヴィエル・フィッチ）※テレビ朝日版
- ラッキーナンバー7（ラビ）

マーティン・シーン
- スポーン（ジェイソン・ウィン）
- 太陽の帝国 序章〜チャイナ・オデッセイ〜（ナレーション）
- デンジャーサイン/あなたが聞こえない（ブロック）
- ナイトブレーカー（アレクサンダー・ブラウン）
- ボーン・ワイルド サバンナに生きて（ダン）

マイケル・ケイン
- インセプション（スティーブン・マイルズ教授）※劇場公開版
- グランド・イリュージョン（アーサー・トレスラー）
- ダークナイト トリロジー（アルフレッド・ペニーワース）
  - バットマン ビギンズ ※劇場公開版
  - ダークナイト ※ソフト版
  - ダークナイト ライジング

- デンジャラス・ビューティー（ヴィクター・メリング）※ソフト版

マイケル・ダグラス
- アメリカン・プレジデント（アンドリュー・シェパード大統領）
- 嵐の中で輝いて（エド・リーランド）
- ウォール街（ゴードン・ゲッコー）※フジテレビ版、機内上映版
- エージェント・マロリー（アレックス・コブレンツ）
- カリフォルニア・トレジャー（チャーリー）
- 危険な情事（ダン・ギャラガー）
- ゲーム（ニコラス・ヴァン・オートン）
- ゴースト&ダークネス（チャールズ・レミントン）
- 氷の微笑（ニック・カラン刑事）※フジテレビ版、日本テレビ版、スペシャル・エディションDVD版
- サウンド・オブ・サイレンス（ネイサン・コンラッド医師）
- ザ・センチネル/陰謀の星条旗（ピート・ギャリソン）
- ジュエルに気をつけろ!（バーマイスター）
- ダイヤルM（スティーヴン・タイラー）※ソフト版、テレビ朝日版
- ディスクロージャー（トム・サンダース）
- トラフィック（ロバート・ウェイクフィールド）
- フォーリング・ダウン（ウィリアム・フォスター）※テレビ朝日版
- ブラック・レイン（ニック・コンクリン）※フジテレビ版
- ラストベガス（ビリー・ガーソン）
- ローズ家の戦争（オリヴァー・ローズ）
- ワンダー・ボーイズ（グラディ・トリップ）

ユルゲン・プロホノフ
- イングリッシュ・ペイシェント（ミューラー将校）※ソフト版
- エリート・コマンドー GEKICHIN（アビ）※テレビ朝日版
- ザ・フォール（ヨージェフ）
- デューン/砂の惑星（レト・アトレイデス公爵）※日本テレビ版
- BODY/ボディ（アラン・ペイリー）※VHS版

ランス・ヘンリクセン
- アローン・イン・ザ・ダークII（アブナー・ランドバーグ）
- インターセプター2（ステンゲル副国防長官）
- エイリアン2（ビショップ）※テレビ朝日2004年版
- 空中激突!ヒーロー・ボンバー危機一髪（アラステア）
- 地獄の爆走戦士・復讐の殺人マシーン（ストライカー）
- スーパーノヴァ（ハーラン・ウィリアムズ）
- 弾突　DANTOTSU（謎の老人）
- 薔薇の素顔（バック）※テレビ東京版
- 747 エア・ターゲット（ニューキャッスル）
- ミレニアム（フランク・ブラック）

リチャード・ギア
- キングの報酬（ピート・セントジョン）
- 綴り字のシーズン（ソール・ナウマン）
- ハンティング・パーティ（サイモン・ハント）
- プリティ・ウーマン（エドワード・ルイス）※ソフト版

ルトガー・ハウアー
- クロス・エレメント（A・T）
- GOAL!2（ルディ・ファン・デル・メルベ）
- バイオレント・サタデー（ジョン・タナー）
- バットマン ビギンズ（リチャード・アール）※日本テレビ版、フジテレビ版
- ポセイドン 史上最悪の大転覆（オーガスト・シュミット司教）※テレビ朝日版

ロバート・デ・ニーロ
- アナライズ・ミー（ポール・ヴィッティ）※テレビ朝日版
- アンタッチャブル（アル・カポネ）※テレビ東京版
- グッド・シェパード（ビル・サリヴァン将軍）
- コップランド（モー・ティルディン警部補）※日本テレビ版
- ストーン（ジャック・メイブリー）
- ハイド・アンド・シーク 暗闇のかくれんぼ（デイビッド・キャラウェイ）※テレビ東京版
- バックドラフト（ドナルド・リムゲイル）※テレビ朝日版
- マイ・ルーム（ウォーリー医師）
- マラヴィータ（フレッド・ブレイク / ジョヴァンニ・マンゾーニ）
- レッド・ライト（サイモン・シルバー）
- ロッキー&ブルウィンクル（フィアレスリーダー）

#### 映画
- アーサーとミニモイの不思議な国
- アイズ ワイド シャット（サンドール・サヴォス）
- 愛と哀しみの旅路（ジャック・マクギャン〈デニス・クエイド〉）※ソフト版
- 愛と野望のナイル（ローレンス・オリファント〈リチャード・E・グラント〉）
- 愛に向って走れ（マイク・ショーター）
- アイ,ロボット（ローレンス・ロバートソン〈ブルース・グリーンウッド〉）※フジテレビ版
- アウト・オブ・タイム（サリバン〈スチュアート・ウィルソン〉）※テレビ東京版
- アガサ・クリスティ／カリブ海の秘密（グレッグ〈スティーヴン・マクト〉）
- 暁の7人（ヨセフ〈アンソニー・アンドリュース〉）
- 悪魔の棲む家（キャラウェイ神父〈フィリップ・ベイカー・ホール〉）
- 悪漢探偵（白手袋）
- アドベンチャー・アーク/アポロンの秘宝（ディーン卿〈ジョン・シュタイナー〉）※テレビ朝日版
- アナコンダ（ポール・サローン〈ジョン・ヴォイト〉）※テレビ朝日版
- アニマルマン（ワイルダー博士）
- アパッチ（リトル教官〈トミー・リー・ジョーンズ〉）※フジテレビ版
- あぶない週末（リード・スタンディッシュ〈クリストファー・マクドナルド〉）
- アポカリプト（フリント・スカイ）
- アポロ13（ジーン・クランツ〈エド・ハリス〉）※フジテレビ版
- アムステルダム無情（マーティン〈ヒッデ・マース〉）
- アラビアン・ナイト 〜千一夜物語
- アラビアのロレンス（ブライドン大佐〈アンソニー・クエイル〉）※テレビ東京版
- あるいは裏切りという名の犬（ロベール・マンシーニ〈アンドレ・デュソリエ〉）
- アルゴ探検隊の大冒険（ジェーソン〈トッド・アームストロング〉）※テレビ朝日版
- アロー（クロフォード・ゴードン〈ダン・エイクロイド〉）
- アロハはさよならの意味（ローレンス・マドックス医師〈ジェームズ・フランシスカス〉）
- アンナと王様（モンクット王〈チョウ・ユンファ〉）※ソフト版
- アンナ・パヴロワ（ヴィクトル・ダンドレ〈ジェームズ・フォックス〉）
- イヴ　戦慄のセクシー・アンドロイド
- イスタンブール特急（マコード〈トム・シムコックス〉）
- インサイダー（ローウェル・バーグマン〈アル・パチーノ〉）※ソフト版
- インタビュー・ウィズ・ヴァンパイア（アルマン〈アントニオ・バンデラス〉）※フジテレビ版
- インナースペース（オジー・ウェクスラー）※ソフト版
- インファナル・アフェア シリーズ（リョン警視、ナレーション）※テレビ東京版
  - インファナル・アフェア
  - インファナル・アフェア 無間序曲
  - インファナル・アフェアIII 終極無間
- ウイラード（ウイラード・スタイルズ〈ブルース・デイヴィソン〉）※テレビ朝日版
- ウーマン・プリズナー（ロドニー〈ピーター・フォンダ〉）
- ウィンブルドン　愛の日（マルコ〈マクシミリアン・シェル〉）
- ウォッチャーズ/第3生命体（ジョンソン〈マイケル・アイアンサイド〉）
- 運命の扉（アダム・ワーナー〈ケン・ハワード〉）
- A.I.（Dr.ノウ〈ロビン・ウィリアムズ〉）※ソフト版
- エア★アメリカ（ジーン・ライアック〈メル・ギブソン〉）※ソフト版
- エイト・ヘッズ（ディック・ベネット〈ジョージ・ハミルトン〉）
- エイリアン2（カーター・バーク〈ポール・ライザー〉）※TBS版
- AVP2 エイリアンズVS.プレデター（スティーブンス大佐〈ロバート・ジョイ〉）
- エグゼクティブ・コマンド（大統領〈ジム・マクマラン〉）
- X-ファイル:ザ・ムービー（ウォルター・スキナー副長官〈ミッチ・ピレッジ〉）
- X-MEN:ファイナル ディシジョン（ウォーレン・ワージントン卿〈マイケル・マーフィー〉）※テレビ朝日版
- エマニエル夫人（ジャン〈ダニエル・サーキー〉）※テレビ東京版
- エマニュエル（マルク〈パトリック・ボーショー〉）
- エミリーの窓（ルブロノ〈ジョセフ・コーテス〉）
- F/X2 イリュージョンの逆転（ロリー・タイラー〈ブライアン・ブラウン〉）
- エリミネーターズ（ジョン〈パトリック・レイノルズ〉）
- エンド・オブ・デイズ（サタン〈ガブリエル・バーン〉）※ソフト版
- オーストラリア（キング・カーニー〈ブライアン・ブラウン〉）
- オーソン・ウェルズの フェイク（クリフォード・アーヴィング）
- オードリー・ローズ（ビル・テンプルトン〈ジョン・ベック〉）
- オーバー・ザ・トップ（アナウンサー）※フジテレビ版
- オーメン4（ヘイスティングス医師〈マディソン・メイソン〉）
- 奥さまは魔女（ジェームズ・リプトン）
- オリエント急行殺人事件（ピエール・ミシェル車掌〈ジャン＝ピエール・カッセル〉）
- オリバー!（ブラウンロー〈ジョセフ・オコナー〉）
- 俺たちステップ・ブラザース -義兄弟-（ロバート・ドーバック〈リチャード・ジェンキンス〉）
- 女刑事レディブルー2
- 女刑事レディブルー7
- カーリー・スー（ウォーカー・マコーミック〈ジョン・ゲッツ〉）
- 海底二万哩（ピエール・アロナクス教授〈ポール・ルーカス〉）※ブエナ・ビスタ版
- カクテル（ダグラス〈ブライアン・ブラウン〉）
- 過失（ケネス・カーター）
- カナディアン・エクスプレス（ネルソン〈ジェームズ・B・シッキング〉）
- カフス!（サム・ジョーンズ）
- 兜 KABUTO（ドン・ペドロ）
- ガルガメス（エル・エル〈スティーヴン・マクト〉）
- ガンジー（イアン・チャールソン）
- 鑑定士と顔のない依頼人（ヴァージル・オールドマン〈ジェフリー・ラッシュ〉）
- きかんしゃトーマス 魔法の線路（バーネット・ストーン〈ピーター・フォンダ〉）
- 気球に乗って来た王子（フレデリック（〈テレンス・ロングドン〉）
- 危険な微笑/氷の情事がこわれるとき?（ネッド・ラヴィーン〈アーマンド・アサンテ〉）
- キッシンジャー&ニクソン/合衆国の決断（ヘンリー・キッシンジャー〈ロン・シルヴァー〉）
- 恐怖の館（ポール・ウォーデン〈ダーレン・マクギャヴィン〉）※ソフト版
- きみがぼくを見つけた日（クレアの父）
- キラー・エリート（ミラー〈ボー・ホプキンス〉）
- キラー・コップ／悪魔の熱線殺人（市長（〈ボブ・テイラー〉）
- キリングストリート（アブデル〈アロン・アボートボール〉）
- キリング・フィールド（シドニー・シャンバーグ〈サム・ウォーターストン〉）
- クーガー荒野に帰る（ナレーション）※NHKBS2版
- クジョー（ヴィック（ヴィクター）・トレントン〈ダニエル・ヒュー・ケリー〉）
- 靴をなくした天使（ディーク〈チェビー・チェイス〉）
- クライシス2050（スティーヴ・ケルソ〈ティム・マシスン〉）※劇場公開版
- グライド・イン・ブルー（ライカー巡査部長）
- クリスチーナの館（マーク・スクラー保安官）
- グリマーマン（フランク・デベレル〈ボブ・ガントン〉）※ソフト版
- ケープ・フィアー（サム・ボーデン〈ニック・ノルティ〉）
- ゲット スマート（チーフ〈アラン・アーキン〉）※テレビ朝日版
- ゴーストバスターズ（ウォルター・ペック〈ウィリアム・アザートン〉）※フジテレビ版、（イゴン・スペングラー博士〈ハロルド・レイミス〉）※テレビ朝日版
- コールガール（ジョン・クルート〈ドナルド・サザーランド〉）
- 恋におちて（ブライアン〈デヴィッド・クレノン〉）
- ゴッドファーザー（エンツォ）※日本テレビ版
- ゴッドファーザー PART III（B・J・ハリソン〈ジョージ・ハミルトン〉）※フジテレビ版
- 最強のふたり（フィリップ〈フランソワ・クリュゼ〉）
- サイコ3/怨霊の囁き（ノーマン・ベイツ〈アンソニー・パーキンス〉）
- サイン（ネイサン〈ラニー・フラハティー〉）
- サウンド・オブ・ミュージック（ツェラー）※テレビ東京版
- ザ・カー（ウェイド〈ジェームズ・ブローリン〉）※テレビ朝日版
- ザ・コア（トーマス・パーセル〈リチャード・ジェンキンス〉）※テレビ朝日版
- ザ・シークレット／狙われた美人妻（マイク〈デイル・ロビネット〉）
- 殺意の香り（ジョセフ・ヴィチューチ刑事〈ジョー・グリファシ〉）
- サハラ（ストリング〈クリフ・ポッツ〉）
- サブウェイ・パニック（ウォーレン・ラサール）
- ザ・パイレート（ハミッド〈アーマンド・アサンテ〉）
- ザ・ビースト/巨大イカの逆襲（タリー〈ロナルド・ガッドマン〉）
- ザ・ファントム
- ザ・フラッシュ／超音速のSF新ヒーロー誕生！（パイク〈マイケル・ネイダー〉）
- サボタージュ（パトリー〈ジェームズ・パーセル〉）
- ザ・ヤクザ
- ザ・ロック（フランシス・X・ハメル准将〈エド・ハリス〉）※テレビ朝日版
- 三銃士/王妃の首飾りとダ・ヴィンチの飛行船（リシュリュー〈クリストフ・ヴァルツ〉）※劇場公開版
- サンダー3／最後の決戦（シェリフ〈ジョン・フィリップ・ロー〉）
- JFK（ショー〈トミー・リー・ジョーンズ〉）※ソフト版
- JM（ラルフィ〈ウド・キア〉）
- ジェーン・エア　(セント・ジョン・リバース〈アンドリュー・ビックネル〉）
- ジェルミナル（エチエンヌ・ランチェ〈ルノー・セシャン〉）
- 地獄の女スナイパー（ジャコミニ〈レモ・ジローネ〉）
- 地獄の使者デビル・ドッグ（マイク〈リチャード・クレンナ〉）
- 地獄の貴婦人
- 地獄の7人（ウィルクス〈フレッド・ウォード〉）
- 地獄の戦闘艇バラクーダ（ジャック・ウィルコックス〈レイ・シャーキー〉）
- 十戒（ラメセス〈ユル・ブリンナー〉）※テレビ朝日版
- ジュマンジ（サミュエル・アラン・パリッシュ、ヴァン・ペルト〈ジョナサン・ハイド〉）※DVD・VHS版
- 将軍 SHŌGUN（ブラックソーン／按針〈リチャード・チェンバレン〉）
- 情熱の迷走（ベン〈パワーズ・ブース〉）
- 新・13日の金曜日（マット〈リチャード・ヤング〉）
- シンドバッド黄金の航海（シンドバッド〈ジョン・フィリップ・ロー〉）
- 真実の追跡者（ジェームズ〈ジョセフ・ハッカー〉）
- 新・老人と海（トム〈ゲイリー・コール〉）
- スーパーマン（ジョー＝エル〈マーロン・ブランド〉）※2006年テレビ朝日版
- スーパーマン リターンズ（ジョー＝エル）
- 酔拳2（イギリス領事〈ルイス・ロス〉）※フジテレビ版
- 推定無罪（サンディ・スターン〈ラウル・ジュリア〉）※テレビ朝日版
- スカーレット&ブラック（ヘルベルト・カプラー大佐〈クリストファー・プラマー〉）
- スキャナーズ（カメロン・ベイル〈スティーヴン・ラック〉）
- スキャンダル（スティーヴン・ウォード〈ジョン・ハート〉）※テレビ東京旧録版
- スター・ウォーズ エピソード2/クローンの攻撃（ナレーション）※日本テレビ版
- スチュアート・リトル（ミスター・リトル〈ヒュー・ローリー〉）※ソフト版
- スチュアート・リトル2（ミスター・リトル〈ヒュー・ローリー〉）
- スティーブ・マーティンのロンリー・ガイ（マーヴ・グリフィン）
- ステイン・アライブ（ジェシー）
- スティング（ヘンリー・ゴンドーフ〈ポール・ニューマン〉）※ソフト版
- スペースキャンプ（ザック〈トム・スケリット〉）※NHK版
- スペース・サタン（ベンソン〈ハーヴェイ・カイテル〉）※フジテレビ版
- スペースバンパイア（首相、ナレーター〈ジョン・ラロケット〉）※テレビ朝日新録版
- スラップ・ショット（ネッド・ブレイデン〈マイケル・オントキーン〉）※フジテレビ版
- 世紀の冤罪　ドミニシ事件（ジラール警視〈フランソワ・カロン〉）
- セブン（ジョン・ドゥ〈ケヴィン・スペイシー〉）※フジテレビ版
- セブン・イヤーズ・イン・チベット（ペーター・アウフシュナイダー〈デヴィッド・シューリス〉）※ソフト版
- セックスと嘘とビデオテープ
- 戦場（ハミルトン中尉）
- 戦場（フェアボーン大尉〈ナイジェル・ヘイヴァース〉）
- 戦場にかける橋 ※フジテレビ版
- 戦争プロフェッショナル
- ソーシャル・ネットワーク（サイ〈ジョン・ゲッツ〉）
- 続・赤毛のアン/アンの青春（モーガン・ハリス〈フランク・コンヴァース〉）※フジテレビ版
- 続・少林寺三十六房（三徳和尚〈チン・チュウ〉）
- 訴訟（マイケル・グレイザー〈コリン・フリールズ〉）
- 卒業（ミスター・ロビンソン〈マーレイ・ハミルトン〉）※テレビ東京版
- 空の大怪獣Q（シェパード刑事〈デビッド・キャラダイン〉）
- ダーククリスタル（ナレーター）※BD版
- ダークサイド・ラブ（アリゴ〈サヴェリオ・ヴァローネ〉）
- ダークマン（ルイス・ストラックJr.〈コリン・フリールズ〉）※VHS版
- ターザン ニューヨークへ行く（ブライトモア〈ジャン＝マイケル・ヴィンセント〉）
- ダーティハリー2（レッド・アストラカン）※フジテレビ版
- ターナー&フーチ/すてきな相棒（ハワード・ハイド署長〈クレイグ・T・ネルソン〉）※テレビ朝日版
- 大逆転（クラレンス・ビークス〈ポール・グリーソン〉）※フジテレビ版
- 大脱走（ルーガー）※テレビ東京版
- 大脱走！カウラ日本人捕虜収容所（マクドナルド〈アンドリュー・ロイド〉）
- タイタニック（トーマス・アンドリュース〈ヴィクター・ガーバー〉）※フジテレビ版
- 大統領の陰謀（ヒュー・スローン〈スティーヴン・コリンズ〉）
- タイムコップ（アーロン・マッコム上院議員〈ロン・シルヴァー〉）※テレビ朝日版
- タイムライン（スティーヴン・クレイマー〈マット・クレイヴン〉）
- ダイヤモンド・スカル/華麗なる殺意（ピーター・エグルトン〈ストルアン・ロジャー〉）
- タッカー（ハワード・ヒューズ〈ディーン・ストックウェル〉）※日本テレビ版（4Kレストア版DVD、BDに収録）
- 007/ゴールデンアイ（アレック・トレヴェルヤン〈ショーン・ビーン〉）※ソフト版
- 007/トゥモロー・ネバー・ダイ（エリオット・カーヴァー〈ジョナサン・プライス〉）※フジテレビ版
- ダブルチーム（スタヴロス〈ミッキー・ローク〉）※テレビ朝日版
- タワー（リトルヒル社長〈ロジャー・リース〉）
- タワーリング・インフェルノ（ハリー・ジャーニガン〈O・J・シンプソン〉）※フジテレビ版
- 小さな目撃者
- 超時空兵団APEX（ニコラス・シンクレア）
- 墜落大空港（ケラー機長〈ロバート・パウエル〉）
- ツイン・ピークス/ローラ・パーマー最期の7日間（リーランド・パーマー〈レイ・ワイズ〉）※テレビ東京版
- ディアボロス/悪魔の扉（ジョン・ミルトン〈アル・パチーノ〉）
- デス・ハント（アルバート・ジョンソン〈チャールズ・ブロンソン〉）
- デス・レース（コーチ〈イアン・マクシェーン〉）
- 鉄板ニュース伝説（ノーム・アーチャー〈レン・キャリオー〉）
- デルタ・フォース（スコット・マッコイ〈チャック・ノリス〉）
- デルタ・フォース・コマンド／暁の奪還（バック大尉〈フレッド・ウィリアムソン〉）
- テレマークの要塞（〈リチャード・ハリス〉）
- 天使の自立（アダム・ワーナー〈ケン・ハワード 〉）
- 天地創造（アダム〈マイケル・パークス〉）※LD版
- トータル・フィアーズ（リチャード・ドレスラー〈アラン・ベイツ〉）※フジテレビ版
- トータル・リコール（マクレーン〈レイ・ベイカー〉）※テレビ朝日版
- ドーベルマン（神父）
- トゥームレイダー（クロフト卿〈ジョン・ヴォイト〉）※ソフト版
- 逃亡者（チャールズ・ニコルズ〈ジェローン・クラッベ〉）※テレビ朝日版、（リチャード・キンブル〈ハリソン・フォード〉）※機内上映版1
- ドッグ・ソルジャー（マイケル・モリアーティ）
- トップガン（バイパー〈トム・スケリット〉）※テレビ東京版
- トム・クルーズ/栄光の彼方に（ニッカーソン〈クレイグ・T・ネルソン〉）
- ドラゴン特攻隊（ドン中尉〈ジミー・ウォング〉[51]）※日本テレビ版
- トリプルX（アウグスト・ギボンズ〈サミュエル・L・ジャクソン〉）※テレビ朝日版
- トリプルX ネクスト・レベル（ジェームズ・サンフォード〈ピーター・ストラウス〉）※テレビ朝日版
- トロン（ケヴィン・フリン / クルー〈ジェフ・ブリッジス〉）※フジテレビ版
- ナイトキル（ドナー（ロドリゲス）〈ロバート・ミッチャム〉)
- ナイル殺人事件（サイモン・ドイル〈サイモン・マッコーキンデール〉）
- ナバロンの嵐（バーンズビー中佐〈ハリソン・フォード〉）※フジテレビ版
- 夏の夜の夢1981年版（フルート〈ジョン・ファウラー〉）
- 2001年宇宙の旅（フランク・プール〈ゲイリー・ロックウッド〉）
- ニュー・シネマ・パラダイス（中年期のサルヴァトーレ・ディ・ヴィータ〈ジャック・ペラン〉）※フジテレビ版
- ニュルンベルク裁判（ヘルマン・ゲーリング）
- ネバー・サレンダー 肉弾凶器（ローム〈ロバート・パトリック〉）※ソフト版
- ネレトバの戦い（フランコ・ネロ）
- ネル（ジェローム・“ジェリー”・ロヴェル医師〈リーアム・ニーソン〉）
- ノー・マーシィ/非情の愛（アラン・デュビヌー〈ウィリアム・アザートン〉）
- バーティカル・リミット（モンゴメリー・ウィック〈スコット・グレン〉）※ソフト版
- ハード・ウェイ（パーティクラッシャー〈スティーヴン・ラング〉）※テレビ朝日版
- バイオ・インフェルノ（キャル・モース〈サム・ウォーターストン〉）
- 背信の日々（マイケル・カーンズ〈ジョン・ハード〉）
- ハウスゲスト/あんただ〜れ?（ゲイリー・ヤング〈フィル・ハートマン〉）
- 破壊的防御システム:エンクリプト（アントン・ライヒ）
- 白鯨（イシュメール〈リチャード・ベイスハート〉）※TBS版
- バグジー（ベンジャミン“バグジー”シーゲル〈ウォーレン・ベイティ〉）
- バットマン オリジナル・ムービー（ブルース・ウェイン / バットマン〈アダム・ウェスト〉）※TBS新録版
- パニック航海'83／豪華客船を襲う連続怪死事件!!（ポール〈フランク・コンヴァース〉）
- パニッシャー（ジアンニ・フランコ〈ジェローン・クラッベ〉）
- ハムナプトラ/失われた砂漠の都（チャン・ベーソン博士〈ジョナサン・ハイド〉）※日本テレビ版
- ハムナプトラ2/黄金のピラミッド（セティ1世）※テレビ朝日版
- ハメット（ダシール・ハメット〈フレデリック・フォレスト〉）
- ハリウッドにくちづけ（フランケンタール医師〈リチャード・ドレイファス〉）
- パリの恋人（ディック〈フレッド・アステア〉）※ソフト版
- 遙かなる帰郷（モルド〈ラデ・シェルベッジア〉）
- ハロウィーンタウン3　カーニバルは大騒動
- ハンガー（ジョン・ブレイロック〈デヴィッド・ボウイ〉）
- ハンドラ（パトレイ〈ラミロ・オリヴェロス〉）
- ビーグル犬 シャイロ3 -最終章-（ジャド・トラヴァース〈スコット・ウィルソン〉）
- ヒーロー/靴をなくした天使（ディーク〈チェビー・チェイス〉）※日本テレビ版
- ビッグ・ビジネス（グラハム〈エドワード・ハーマン〉）※VHS版
- 必死の逃亡者（グレン・グリフィン〈ハンフリー・ボガート〉）※テレビ東京版
- ヒットマン（ウィッティア〈ダグレイ・スコット〉）
- 陽のあたる教室（グレン・ホランド〈リチャード・ドレイファス〉）※ソフト版
- ビバリーヒルズ・コップ3（オーリン・サンダーソン〈ジョン・サクソン〉）※フジテレビ版
- 昼下りの情事（フランク・フラナガン〈ゲイリー・クーパー〉）※ソフト版
- ピンクパンサー（ドレフュス警視〈ケヴィン・クライン〉）
- ピンク・パンサー2（チャールズ・リットン卿〈クリストファー・プラマー〉）※ソフト版
- WHO AM I?（モーガン局員）※テレビ朝日版
- ファイナル・ファイター 鉄拳英雄（ハンス大佐）
- ファイヤーウォール（ハリー〈ロバート・フォスター〉）※テレビ朝日版
- 15ミニッツ（ロバート〈ケルシー・グラマー〉）
- フォーエヴァー・ヤング 時を超えた告白（ダニエル・マコーミック〈メル・ギブソン〉）※ソフト版
- フォートレス（ポー刑務所長〈カートウッド・スミス〉）
- フォルテ（ポーター〈ウォーレン・ベイティ〉）
- 複数犯罪（クリング〈トム・スケリット〉）※TBS版
- フライングハイ2/危険がいっぱい月への旅（マードック中佐（ウィリアム・シャトナー）
- ブラス・ターゲット（ドーソン大佐〈ブルース・デイヴィソン〉）
- ブラックホール（アレックス・デュラン博士〈アンソニー・パーキンス〉）※ディズニー版
- フラッシュダンス（ニック・ハーレイ〈マイケル・ヌーリー〉）
- プラネット・テラー in グラインドハウス（J.T.ヘイグ〈ジェフ・フェイヒー〉）
- プリンス・オブ・シティ（カパリーノ検事補〈ノーマン・パーカー〉）
- プリンス・オブ・ペルシャ/時間の砂（シャラマン王〈ロナルド・ピックアップ〉）
- ブルーサンダー（コクラン大佐〈マルコム・マクダウェル〉）※フジテレビ版
- ブルースチール（ユージン・ハント〈ロン・シルヴァー〉）※VHS版
- プロジェクトA2 史上最大の標的（保安司令）※ソフト版
- ヘキサゴン（ポール・ウォーデン〈ダーレン・マクギャヴィン〉）※VHS版
- ホーム・アローン3（ピーター・ボープレー〈オレク・クルパ〉）※フジテレビ版
- 暴走エレベーター／恐怖の超高層25時（ヨルグ〈ゲッツ・ゲオルグ〉）
- 暴走機関車（フランク・バーストゥ〈カイル・T・ヘフナー〉）※TBS版
- ボクはむく犬（ウィルソン・ダニエルズ〈フレッド・マクマレイ〉）
- 慕情（マーク・エリオット〈ウィリアム・ホールデン〉）※日本テレビ新録版
- 北海ハイジャック（ティッピング）※テレビ朝日版
- ホット・スポット（ハリー・マドックス〈ドン・ジョンソン〉）※VHS版
- ホットドッグ (映画)│ホットドッグ（ルディ〈ジョン・パトリック・リーガー〉）
- ポワゾン（アラン・ジョーダン〈ジャック・トンプソン〉）※テレビ東京版
- 香港極道 狼仁義（チョウ・ユンファ）
- マイケル・コリンズ（エイモン・デ・ヴァレラ〈アラン・リックマン〉）
- マイティ・ジョー（アンドレイ・シュトラッサー〈ラデ・シェルベッジア〉）※テレビ朝日版
- マキシマム・リスク（イワン〈ザック・グルニエ〉）※テレビ朝日版
- マザー・テレサ（エクセム神父〈ミヒャエル・メンドル〉）
- マチェーテ（ブース〈ジェフ・フェイヒー〉）
- ママは美人警官No.1（ニック・ヴェラノ〈エド・マリナロ〉）
- マリーゴールド・ホテルで会いましょう（ノーマン・カズンズ〈ロナルド・ピックアップ〉）
- マンハッタン（エール〈マイケル・マーフィー〉）
- Mr.マグー（オルテガ・ペルー〈ミゲル・フェラー〉）
- Mr.レディMr.マダム2
- ミッション:インポッシブル（キトリッジ〈ヘンリー・ツェニー〉）※フジテレビ版
- ミニミニ大作戦（アルタバーニ〈ラフ・ヴァローネ〉）
- メリーゴーランド
- メルシィ!人生（コペル〈ジャン・ロシュフォール〉）
- メン・イン・ブラック2（ピーター・グレイブス）※テレビ朝日版
- メンフィス・ベル（クレイグ・ハリマン大佐〈デヴィッド・ストラザーン〉）
- やさしい本泥棒（ハンス・フーバーマン〈ジェフリー・ラッシュ〉）
- 野望の階段 III　最終章（ジェフリー〈ニコラス・グレイス〉）
- U-571（マイク少佐〈ビル・パクストン〉）※テレビ朝日新録版
- ユージュアル・サスペクツ（デヴィット・クイヤン〈チャズ・パルミンテリ〉）※テレビ東京版
- 48時間PART2/帰って来たふたり（ブレイク・ウィルソン〈ケヴィン・タイ〉）※テレビ朝日版
- ライアー ライアー（アラン〈ミッチェル・ライアン〉）※新盤DVD・BD版
- ライジング・サン（トム・グレアム〈ハーヴェイ・カイテル〉）
- リトル・ロマンス（ジョージ〈デヴィッド・デュークス〉）
- リベリオン（ファーザー〈ショーン・パートウィー〉）
- 隣人は静かに笑う（マイケル・ファラデイ〈ジェフ・ブリッジス〉）※テレビ東京版
- レイズ・ザ・タイタニック（ジーン・シーグラム博士〈デヴィッド・セルビー〉）※LD版
- レッド・スパイダー／娼婦の罠（マローン〈ジェームズ・ファレンティノ〉）
- レベッカへの鍵（レンドノウン軍曹〈ロバート・スエールズ〉）
- ローン・レンジャー（レイサム・コール〈トム・ウィルキンソン〉）
- ロストボーイ（マックス〈エドワード・ハーマン〉）
- ロスト・ワールド/ジュラシック・パーク（ポール・ボーマン〈ロビン・サックス〉）
- ロボコップ（ケイシー・ウォン〈マリオ・マシャード〉）※テレビ朝日版
- ロボコップ　新たなる挑戦（チェイケン博士〈ジョン・ルビンスタイン〉）
- ロマンシング・アドベンチャー/キング・ソロモンの秘宝（アラン・クォーターメイン〈リチャード・チェンバレン〉）
- ロマンスX（ロバート〈フランソワ・ベルレアン〉）
- ロレンツォのオイル/命の詩（オーギュスト・オドーネ〈ニック・ノルティ〉）
- ワイルド・スピード MAX（ペニング捜査官〈ジャック・コンリー〉）
- ワイルド・トランスポーター 悪女の罠（ヒルマン〈ケン・ボーンズ〉）※テレビ東京版
- 惑星アドベンチャー スペース・モンスター襲来!（スチュアート・ケルストン）※VHS版
- 鷲は舞いおりた（ハリー・クラーク大尉〈トリート・ウィリアムズ〉、トベルク情報部長）
- 私が愛したグリンゴ（トマス・アローヨ将軍〈ジミー・スミッツ〉）
- 私の頭の中の消しゴム（キム社長〈パク・サンギュ〉）※フジテレビ版
- ワンス・アポン・ア・タイム・イン・アメリカ（ジミー〈トリート・ウィリアムズ〉）※テレビ朝日版
- ワン・フロム・ザ・ハート（ハンク〈フレデリック・フォレスト〉）
- ワン・モア・タイム（フィリップ・トレイン〈ライアン・オニール〉）

#### ドラマ
- 悪魔の異形 #10（マイケル・ロバーツ）
- アリー my Love（ジョーダン）シーズン2　#14
- ER緊急救命室シーズン13、14（モレッティ〈スタンリー・トゥッチ〉）
- V2/ビジターの逆襲（ネイサン・ベイツ〈レイン・スミス〉）※VHS版
- 海の救助隊レスキュー5（ジェビー・ベスト〈デニス・グローブナー〉）
- X-ファイル（ウォルター・スキナー副長官〈ミッチ・ピレッジ〉）※テレビ朝日版
- エレメンタリー ホームズ&ワトソン in NY #21（ダニエル・ゴットリーブ〈F・マーリー・エイブラハム〉）
- ALMOST HUMAN/オールモスト・ヒューマン #9（ナイジェル・ヴォーン〈ジョン・ラロケット〉）
- 宮廷女官チャングムの誓い（チェ・パンスル〈イ・ヒド〉）
- クリミナル・マインド FBI行動分析課（デヴィッド・ロッシ〈ジョー・マンテーニャ〉）※シーズン9 #7まで
- 刑事ナッシュ・ブリッジス（ナッシュ・ブリッジス〈ドン・ジョンソン〉）※ビデオ版
- ケインとアベル/愛と欲望に燃える日々
- 地上より永遠に（ロバート・E・リー・プルーイット〈スティーブ・レイルズバック〉）
- こちらブルームーン探偵社 シーズン2 #4（ジェリー・アダムス / クラブのオーナー）
- ザ・ハンガー シーズン1 #9（フランク・イングラム教授〈マイケル・グロス〉）
- ザ・フラッシュ/超音速のSF新ヒーロー誕生!（パイク〈マイケル・ネイダー〉）※テレビ朝日版
- ザ・パイレート（ハミッド〈アーマンド・アサンテ〉）
- ザ・プリテンダー 仮面の逃亡者（オープニングナレーション）
- ザ・ホスピタル（シュー・ターミン〈チャン・グォチュー〉）
- 三国志 Three Kingdoms（張昭）
- CSI:14 科学捜査班 #13（ロバート・ランズデール大将〈ジョン・デ・ランシー〉）
- ジェシカおばさんの事件簿（フィリップ・カールソン）
- シャイニング（ホレス・ダーウェント 〈ジョン・ダービン〉）
- シャーロック・ホームズの冒険
  - 四人の署名（モースタン大尉）
  - ウィステリア荘]（ルーカス）
- 主任警部モース キドリントンから消えた娘（ドナルド・フィリップソン）
- 新アウターリミッツ（レヴィティカス・ミッチェル〈ドワイト・シュルツ〉、シェリック〈スティーヴン・マクハティ〉、ピーター・ハルステッド〈ロバート・ヘイズ〉）
- 新スタートレック #50「移民の歌」（ゴシュベン〈グレインガー・ハインズ〉）
- SUITS/スーツ シーズン3 #6（ゴードン）
- スーパーナチュラル（ボビー・シンガー〈ジム・ビーヴァー〉）※二代目
- スターロスト宇宙船アーク　#5 「救命艇の危機」（クリス〈ステファン・ヤング〉）
- 戦争の嵐（ウォーレン・ヘンリー〈ベン・マーフィー〉）
- ターザンの大冒険（クローディアス）※NHK-BS2版
- ダイナスティ（ニック・トスカーニ〈ジェームズ・ファレンティノ〉）
- ダメージ（アーサー・プロビシャー〈テッド・ダンソン〉）
- ダンディ2 華麗な冒険 #14（マザー〈ピーター・ギルモア〉）
- 地上最強の美女たち!チャーリーズ・エンジェル シーズン3 #14（ポール・ダンヴァーズ〈ジョン・マッキンタイア〉）※追加収録部分
- 超音速攻撃ヘリ エアーウルフ
  - シーズン2 #5（カーター・アンダーソン3世）、#14（スティール）、#19（ブラザー・ジェバダイア / ヨハン・レクター）
  - シーズン3 #11（ビリー・ファーゴ）
- ドールハウス Dollhouse
- 特捜刑事マイアミ・バイス（アイラ・ストーン〈ボブ・バラバン〉）
  - シーズン2 #5（ロビー・カーン〈ジェームズ・レマー〉）
  - シーズン4 #12（ティモシー・アンダーソン）
- ドクターフー（フェイス・オブ・ボー）
- 特攻野郎Aチーム
  - シーズン2 #15（メイソン・ハーネット中尉〈モンテ・マーカム〉）
  - シーズン3 #1（ジョーイ・エピック）、#11（ジョニー・テュリアン〈リチャード・リンチ〉）
  - シーズン4 #12（ジョシュア）
- バーン・ノーティス 元スパイの逆襲（ラリー・サイズモア〈ティム・マシスン〉）
- パトカーアダム30（ジム・コリガン巡査〈ジェイムズ・ダレン〉）
- パパにはヒ・ミ・ツ（ジム・イーガン〈ジェームズ・ガーナー〉）
- ふたりは最高!ダーマ&グレッグ（エドワード・モンゴメリー〈ミッチェル・ライアン〉）
- FRINGE/フリンジ（ウィリアム・ベル〈レナード・ニモイ〉）
- ブルーサンダー（フランク・チェイニー〈ジェームズ・ファレンティノ〉）
- ブレーメンの出来事（ドムチェック〈ロバート・キャラダイン〉）
- ヒッチコック劇場カラーリメイク版「父親暗殺計画」（フィッシャー）
- HOMELAND（ソール・ベレンソン〈マンディ・パティンキン〉）※シーズン3まで
- BONES（ランバート）
- ホワイトカラー #8
- ホワイトチャペル2 終わりなき殺意（アンダーソン）
- マスター・オブ・ザ・ドラゴン（バード〈デビッド・キャラダイン〉）
- 名探偵ポワロ ※NHK
  - ミューズ街の殺人（チャールズ・レイバトン・ウエスト下院議員）
  - エンドハウスの怪事件（チャールズ・バイス）
  - マースドン荘の惨劇（アンドリュー・ブラック大尉）
  - メソポタミア殺人事件（エリック・ライドナー博士）
- 名探偵モンク1（モリス）
- 名探偵モンク5 ※DVD版では6
- メンタリスト シーズン5 #22（ショーン・バーロウ）
- ヤングライダーズ シーズン1 #12（ルーカス・マロン）
- 世にも不思議なアメージング・ストーリー シーズン2 #7（ヘクター・エリゾンド）
- ラスベガス（エド・デライン〈ジェームズ・カーン〉）

#### アニメ
- アズールとアスマール
- ウォーリー（BNL会長）
- スター・ウォーズ/クローン・ウォーズ（アルメク）※初代
- ドナルドのさんすうマジック（数学の世界の精）
- バットマン

#### その他
- 文藝春秋 Sports Graphic Number Video Version 世界珍プレードキュメント スポーツあれれ大全（ティム・マッカーバー）

### 特撮
- キャプテンウルトラ 第19話「神話怪獣ウルゴンあらわる!!」（1967年、TBS・東映） - ユーリス
- 緊急指令10-4・10-10 第5話「カブト虫殺人事件」（1972年、NET・円谷プロ） - 魔術師アルベールの声 ※ノンクレジット
- 円盤戦争バンキッド 第4話「バラウナ型誘拐事件の謎」（1976年、NTV・東宝） - エムジン大尉の声
- 海賊戦隊ゴーカイジャー（2011年 - 2012年、テレビ朝日・東映） - アクドス・ギルの声 - 2作品[注 5]
- 仮面ライダー×スーパー戦隊 スーパーヒーロー大戦（2012年） - アクドス・ギルの声

### デジタルコミック
- ゴルゴ13（1990年、デューク東郷）
- クロサギ（2014年、桂木敏夫[52]）

### ナレーション
- 奇跡体験!アンビリバボー（不定期担当）
- ディスカバリーチャンネル（番宣CM）
- ライオン奥様劇場・ぼくどうしたらいいの（1978年、フジテレビ）
- テクノ探偵団（テレビ東京）
- 知るを楽しむ　私のこだわり人物伝 -談志が語る手塚治虫〜天才の条件-（2005年、NHK教育テレビ）
- ユニ・チャームペットケア　「銀のスプーン プレミアムグルメ」CM
- マルコメCM　おいしさ選べる篇
- 上意討ち〜拝領妻始末より〜
- 鬼平外伝 熊五郎の顔（2012年・時専ch、松竹）
- 鬼平外伝 正月四日の客（2013年）
- 鬼平外伝 老盗流転（2014年）
- Shufoo!CM
- BS海外ドキュメンタリー
- AGF ラジオCM
- 東プレ ラジオCM
- 防衛庁記録映像（平成4 - 5年度）
- フローズン　プラネット
- ホクト ラジオCM（2012年4月 - 2015年2月）
- トリハダ（秘）スクープ映像100科ジテン（声の出演）
- 太平洋戦争（ユーキャンDVDシリーズ）
- 強力!木スペ120分　緊急報告!!UFO最新極秘情報（1998年7月30日放送、フジテレビ）
- 新・テレビ・私の履歴書
- 人形の秀月 お買得情報ビデオ（1999年、VHS）

### ラジオドラマ
- 雨の中の三人（NHK）
- 鯨（NHK）
- ザ・ダイバー（TBS）
- 詩劇・一番高い場所（NHK）
- 高瀬舟（NHK）
- 隣の二人
- 僕らのペガサス（NHK）
- マッハの恐怖（NHK）
- ラバウルの秘宝（中小路信 役）
- 竜舌蘭の咲く時（NHK）
- 老潜水夫の執念（NHK）
- 宇宙英雄物語（ロジャー・アドレアン・グリフィス）（2012年4月 - 2015年2月）
  - 宇宙英雄物語ラジオドラマ ACT.1 ACT.2 ACT.3　として、各2枚組CDでリリース

### テレビ番組
- アインシュタインロマン（アルバート・アインシュタインの声、ナレーション）
- 映像の世紀（フランクリン・ルーズベルト、マハトマ・ガンディー 他）
- BS世界のドキュメンタリー「ドキュメンタリードラマ ニュルンベルク裁判」（ヘルマン・ゲーリング）
- ドキュメンタリードラマ チェルノブイリの真相（ヴァレリー・レガソフ）
- 四つの目（NHK　1966年） - スイッチャー担当

### CD
- インフェリウス惑星戦史外伝 CONDITION GREEN（イエント・スカール）
- 宇宙英雄物語イメージアルバム2版（ロジャー・アドレアン・グリフィス）
- 風の大陸 シリーズ（ナレーション）
  - 風の大陸 CDシネマ1 邂逅編 上
  - 風の大陸 CDシネマ2 邂逅編 下
- 朗読CD「シャーロック・ホームズシリーズ」（シャーロック・ホームズ）
- CDシアター ドラゴンクエストII、IV（ローレシア王、ライアン）

### 舞台
- A TAP DANCE STORY（1993年12月11日 - 14日　東京芸術劇場中ホール） - 朗読